# Manuel de la Peña (alcalde)
Manuel de la Peña (Curicó, 1750-Rancagua, 1811), cuarto alcalde del municipio de Rancagua.
Hijo de españoles nacido en Chile. Estudió en el Seminario de Santiago y regresó a las tierras de su padre, en Curicó. Se traslada a Rancagua en 1790, siendo designado por el Gobernador como secretario de actas y posteriormente, en 1798, alcalde de Rancagua, ocupando el cargo hasta 1801.